# Schistomerus californense
Schistomerus californense là một loài bọ cánh cứng trong họ Bọ nước. Loài này được Palmer miêu tả khoa học năm 1957.